# José João Martins de Pinho
José João Martins de Pinho GCNSC, Barão de Alto Mearim no Império do Brasil e 1.° Conde de Alto Mearim no Reino de Portugal, (17 de novembro de 1848 — 11 de maio de 1900) foi um literário e político português, que se destacou como presidente de vários institutos lusitanos com ramos no Brasil, como o Liceu Literário Português.
Filho de João José de Pinho, neto dum tio-avô dos irmãos Passos Manuel, pai da 1.ª Viscondessa de Passos, e Passos José, e de sua mulher Rita Etelvina Martins de Azevedo, natural do Alto Mearim. Casou-se em primeiras núpcias com Isabel de Labourdonay Gonçalves Roque, filha de Boaventura Gonçalves Roque, 1.° Visconde de Rio Vez e irmão de Manuel António Gonçalves Roque, 1.° Visconde de Sistelo, com a qual teve cinco filhos e filhas, dos quais se destaca o varão primogénito Álvaro Roque de Pinho, 2.° Conde de Alto Mearim. Após a morte de Isabel, casou-se em segundas núpcias com a cunhada, Emília de Labourdonay Gonçalves Roque, com a qual teve uma única filha, Irene de Labourdonay Roque de Pinho, solteira e sem geração.

## Títulos nobiliárquicos e honrarias

### Brasil
Barão de Alto Mearim
Título conferido por decreto imperial de D. Pedro II do Brasil em 20 de janeiro de 1880. Faz referência ao trecho inicial do rio Mearim, que compreende de sua cabeceira à barra do rio das Flores; em tupi significa rio de águas pardas.

### Portugal
Grã-Cruz da Real Ordem Militar de Nossa Senhora da Conceição de Vila Viçosa em data desconhecida de 1890.
Conde de Alto Mearim
Título conferido por Decreto de D. Carlos I de Portugal de 1 de Setembro de 1891.
Fidalgo de Cota de Armas de Mercê Nova.